# Mech Cadet Yu
Mech Cadet Yu — серия комиксов, которую в 2017—2018 годах издавала компания Boom! Studios.

## Синопсис
Кадеты из Sky Corps Academy объединяются с гигантскими роботами из космоса, чтобы защитить планету от пришельцев из расы Шарг. Главным героем является Ю.

### Выпуски
| №  | Дата выхода      | Оценка на Comic Book Roundup    | Предполагаемый объём продаж (первый месяц) |
| -- | ---------------- | ------------------------------- | ------------------------------------------ |
| 1  | 2 августа 2017   | 9,1 из 10 на основе 16 рецензий | 8 407, позиция в Северной Америке — 237    |
| 2  | 13 сентября 2017 | 8,7 из 10 на основе 9 рецензий  | 4 775, позиция в Северной Америке — 280    |
| 3  | 11 октября 2017  | 8,8 из 10 на основе 8 рецензий  | н/д                                        |
| 4  | 15 ноября 2017   | 8,4 из 10 на основе 7 рецензий  | н/д                                        |
| 5  | 10 января 2018   | 8,4 из 10 на основе 10 рецензий | 3 679, позиция в Северной Америке — 321    |
| 6  | 7 февраля 2018   | 8,4 из 10 на основе 8 рецензий  | 3 267, позиция в Северной Америке — 339    |
| 7  | 7 марта 2018     | 8,6 из 10 на основе 9 рецензий  | 3 085, позиция в Северной Америке — 337    |
| 8  | 4 апреля 2018    | 8,4 из 10 на основе 8 рецензий  | 2 940, позиция в Северной Америке — 344    |
| 9  | 13 июня 2018     | 7,7 из 10 на основе 5 рецензий  | 2 606, позиция в Северной Америке — 359    |
| 10 | 11 июля 2018     | 8,1 из 10 на основе 6 рецензий  | 2 392, позиция в Северной Америке — 372    |
| 11 | 8 августа 2018   | 8 из 10 на основе 1 рецензии    | 2 353, позиция в Северной Америке — 390    |
| 12 | 12 сентября 2018 | 9,2 из 10 на основе 6 рецензий  | 2 272, позиция в Северной Америке — 371    |

### Сборники
| № | Тип            | Дата выхода     | Собранный материал  | Кол-во страниц | ISBN                       | Предполагаемый объём продаж (первый месяц) |
| - | -------------- | --------------- | ------------------- | -------------- | -------------------------- | ------------------------------------------ |
| 1 | Мягкая обложка | 5 июня 2018     | Mech Cadet Yu #1-4  | 128            | 978-1684151950, 1684151953 | 883, позиция в Северной Америке — 109      |
| 2 | Мягкая обложка | 23 октября 2018 | Mech Cadet Yu #5-8  | 112            | 978-1684152537, 1684152534 | 735, позиция в Северной Америке — 134      |
| 3 | Мягкая обложка | 16 апреля 2019  | Mech Cadet Yu #9-12 | 112            | 978-1684153374, 1684153379 | 271, позиция в Северной Америке — 264      |

## Отзывы
На сайте Comic Book Roundup серия имеет оценку 8,5 из 10 на основе 93 рецензий. Стив Моррис из Comic Book Resources назвал дебютный выпуск «занимательным». Чейз Магнетт из ComicBook.com дал первому тому оценку «B» и посчитал, что его главной проблемой является «построение мира, необходимого для того, чтобы персонажи и основная мысль встали на свои места». С. К. Стюарт из Newsarama поставил дебюту 10 баллов из 10 и назвал его «забавным комиксом для читателей всех возрастов». Джошуа Дэвисон из Bleeding Cool, обозревая восьмой выпуск, похвалил художников.

### Награды
| Год  | Награда      | Категория                  | Результат | Пр.    |
| ---- | ------------ | -------------------------- | --------- | ------ |
| 2018 | Ringo Awards | Mike Wieringo Spirit Award | Победа    | [ 35 ] |

## Мультсериал
В мае 2021 года Netflix анонсировал мультсериал на основе комикса, который запланирован на 2023 год.